# Liste des bateaux étrangers inscrits à Brest 2004
Liste, non exhaustive, des bateaux étrangers inscrits à Brest 2004 (Fêtes maritimes de Brest)

## Allemagne
| - Carmelan (FN66) : ketch - 26 m - (1927) - Gotland : goélette franche (ancien KFK) - 31,20 m - (1942) - Kieler Hanse-Kogge : Kogge (réplique) - 23 m - (1989) - Loth Loriën : goélette à trois-mâts - 48 m - (1907) - Mary-Anne : trois-mâts goélette - 66 m - (1997) - Mariarosa : goélette - 25 m - (1947) - Norden : cotre - 28 m - (1870) - Pippilotta : goélette à trois mâts - 32 m - (1933) - Präsident Freiherr von Maltzahn : ketch - 30 m - (1928) | - Rakel : ketch - 28 m - (1896) - Regina Maris : goélette à trois mats - 42 m - (1970) - Ryvar : lougre - 38 m - (1916) - Sigandor : ketch - 35 m - (1909) - Solvang : galéasse - 32 m - (1939) - Störtebeker : trois-mâts goélette - 40 m - (1885) - Trafik : goélette - 36 m - (1912) - Hug Maru : sloop - 9 m - (1966) - Vegesack (BV 2) : ketch-harenguier - 35 m - (1895) |

## Australie
- STS Young Endeavour : trois-mâts barque - 47 m - (1993)

## Brésil
- 14 jangadas...

## Canada
- Mist of Avalon [12] : goélette - 31 m - (1967)

## Danemark
- Georg Stage II : trois-mâts carré - 41 m - (1935)

## Espagne
- Saltillo [13] : ketch (voilier-école) - 26 m - (1932)

## États-Unis
- Endeavour : cotre bermudien - 39 m - (1934)

## Éthiopie
- pirogues en papyrus du Lac Tana...

## Finlande
- Joanna Saturna : goélette - 34 m - (1903)

## Norvège
- Anna Rodge : goélette - 34 m - (1868)
- Christian Radich : trois-mâts carré - 73 m - (1937)
- M/K Folkvang : ketch - 23 m - (1911)
- Sorlandet : trois-mâts carré - 66 m - (1927)
- Statsraad Lehmkuhl : trois-mâts barque - 98 m - (1914)

## Nouvelle-Zélande
- Brise : ? - 30 m - (1961)

## Pays-Bas
| - Abel Tasman : goélette à huniers - 40 m - (1913) - Albatros : ketch - 40 m - (1899) - Atlantis : trois-mâts goélette - 57 m - (1905) - Aphrodite : brick - 31 m - (1994) - Artémis : trois-mâts barque - 59 m - (1926) - Astrid : brick - 42 m - (1918) - Gallant : goélette - 37 m - (1916) - Hendrika Bartelds : goélette à trois mâts - 49 m - (1917) - Iris : ketch - 36 m - (1916) - Jacob Meindert : goélette à hunier - 38 m - (1952) - Jantje : brick-goélette - 28 m - (1930) - Lotos : ketch - 36 m - (1910) - Luciana : goélette franche - 29 m - (1916) | - Mare Frisium : goélette à trois-mâts et à huniers - 52 m - (1916) - Oban : lougre-harenguier (goélette) - 39 m - (1903) - Oosterschelde : Goélette à trois mâts - 50 m - (1918) - Stortemelk : goélette - 45 m - (1961) - Swaensborgh : goélette - 40 m - (1907) - Swan fan Makkum : brick goélette - 61 m - (1993) - Tecla : lougre - 28 m - (1915) - Thalassa : trois-mâts goélette -50 m - (1980) - JR Tolkien : goélette à huniers - 42 m - (1964) - Vertrouwen : tjalk - 25 m - (1905) - Zephyr : goélette - 36 m - (1931) - Zuiderzee : goélette - 31 m - (1909) |

## Pologne
- Dar Młodzieży : trois-mâts carré - 109 m - (1981)
- Fryderyk Chopin : brick - 55,5 m - (1991)

## Ukraine
- Khersones : trois-mâts carré - 109 m - (1982)
- Melcart et Odyssée : galères antiques d'Odessa...

## Royaume-Uni
| - Aline : ketch - 25 m - (1950 - Amazon : yacht-goélette - 31 m - (1885) - Bessie Ellen : ketch - 36 m - (1904) - Brilleau : cotre - 11,50 m - (1988) - Challenge : remorqueur à vapeur - 33,50 m - (1931) - Cutty Sark : trois-mâts crré - 85 m - (1869) - Duke of Cornwall : lifeboat - 16 m - (1960) - Earl of Pembroke : trois-mâts carré - 48 m - (1945) - Excelsior : ketch - 33 m - (1921) - Eye of the Wind : brigantin - 40 m - (1911) - Franck Spiller Locke : lifeboat - 16 m - (1957) - Grand Turk : trois-mâts carré - 46 m - (1996) - Julia : goélette - 40 m - (1930) - Kaskelot : trois-mâts barque - 47 m - (1948) | - Kathleen & May : goélette à trois-mâts - 39 m - (1900) - Keewaydin : ketch - 26 m - (1913) - Lizzie May : cotre-pilote (réplique) - 12 m - (2001) - Marygold : yacht - 25,3 m - (1892) - Matthew : caravelle (réplique) - 24 m - (1995) - Phoenix : brick-goélette - 134 m - (1929) - Queen Galadriel : ketch - 33 m - (1937) - RV Loyal Helper : navire de recherche - 24 m - (1978) - Snowdroop : lougre - 18 m - (1925) - Suhaili : ketch bermudien - 13 m - (1963) - Stereden va Bro : ancien thonier de Camaret - 19 m - (1954) - Vigilance of Brixham (BM76) : ketch - 34 m - (1928) |

## Russie
- Alevtina y Tuy [27]: goélette (réplique) - 30 m - (1995)
- Elena Maria Barbara [28] : goélette (réplique) - 30 m - (1995)
- Shtandart : trois-mâts carré - 34 m - (1999)
- Sedov : quatre-mâts barque - 117 m - (1999)

## Turquie
- STS Bodrum [29]: yacht-goélette - 36 m - (2001)

## Suède
- Baltic Beauty : goélette - 40 m - (1926)
- Götheborg : trois-mâts carré (rélique) - 47,5 m - (2003)

## Suisse
- La Vaudoise : barque du Léman - 23 m - (1932)
- Phoebus (voilier) : cotre houari - 13 m - (1903)